# Rowdy Rebel
Rowdy Rebel (właściwie Chad Marshall, ur. 24 listopada 1991 w Nowym Jorku) – amerykański raper z Brooklynu, który podpisał kontrakt z GS9 i Epic Records. Członek brooklyńskiej ekipy GS9 wraz z innym raperem, Bobbym Shmurdą. Rowdy Rebel pojawił się w teledysku do utworu „Hot Nigga” Shmurdy i wystąpił gościnnie w oficjalnym remiksie piosenki razem z Fabolousem, Chrisem Brownem, Busta Rhymesem, Jadakissem i Yo Gottim.

## Wczesne życie
Marshall dorastał w dzielnicy znanej jako „lata 90.” na Brooklynie w dzielnicy East Flatbush. Ludzie z jego sąsiedztwa określali go jako „awanturnika” jako dziecko, co jest genezą jego pseudonimu. Wielu członków GS9 (w tym Shmurda) pochodzi z tego samego regionu; East Flatbush. Jest pochodzenia jamajskiego.

## Kariera
Marshall zdobył sławę w 2014 roku wraz ze wzrostem popularności ekipy GS9, Bobby'ego Shmurdy. Podpisał kontrakt z Epic Records w lipcu 2014 roku, zaledwie dwa tygodnie po tym, jak Shmurda podpisał kontrakt z Epic. Marshall pojawił się w remiksie przeboju Shmurdy „Hot Nigga” z takimi muzykami, jak: Fabolous, Jadakiss, Chris Brown, Busta Rhymes i Yo Gotti. Marshall wydał także kilka singli, w tym „Computers”, który pojawił się na płycie GS9; Shmoney Shmurda (Shmixtape). W październiku 2014 roku wydał singel zatytułowany „Beam Jawn”, który nie zawierał żadnych gościnnych występów muzyków z ekipy GS9 ani innych artystów.
W czerwcu 2020 roku wydał singel „Make It Rain” z nieżyjącym już raperem Pop Smoke, było to jego pierwsze muzyczne wydawnictwo od trzech lat. Utwór zajął 51. miejsce na liście Billboard Hot 100, był to pierwszy singel Marshalla który trafił na listy przebojów. Po wyjściu z więzienia w grudniu 2020 r. Rowdy udzielił wywiadu dla magazynu Complex i ujawnił, że planuje od razu wydawać nową muzykę, jednak jego zespół przekonał go do większego skupienia się na dalszej pracy nad nadchodzącym pełnometrażowym projektem, prawdopodobnie zatytułowanym Rowdy vs. Rebel. Stwierdził również, że nadal jest podpisany z Epic Records.
12 lutego 2021 Rowdy Rebel wydał singel „Jesse Owens” z udziałem kanadyjskiego rapera Nav. 19 marca zremixował wraz z French Motaną utwór rapera CJ; „Whoopty”. W 2021 roku wydał jeszcze dwa single „Re Route” z Funkmaster Flexem i „9 Bridge” z A Boogie with da Hoodie. 21 grudnia pojawił się gościnnie w piosence Shmurdy, „Shmoney”, w której pojawił się też raper Quavo. 15 lipca 2022 r. Rowdy wydał debiutancki album studyjny Rebel vs. Rowdy. 

## Problemy prawne
17 grudnia 2014 roku Marshall został aresztowany przez NYPD za usiłowanie zabójstwa, usiłowanie napadu, lekkomyślne zagrożenie i nielegalne posiadanie broni. Bobby Shmurda i 13 innych osób związanych z GS9 również zostało aresztowanych pod różnymi zarzutami, w tym handlu narkotykami. Marshall nie przyznał się do wszystkich zarzutów. Później przyznał się do winy w zamian za skazanie go na 6 do 7 lat więzienia. Ze względu na czas oczekiwania na proces, wyrok Marshalla uległ skróceniu o prawie dwa lata kredytu. Rozprawę w sprawie zwolnienia warunkowego Rebela zaplanowano na sierpień 2020 roku, uzyskał wówczas zwolnienie w grudniu tego roku. 15 grudnia opuścił więzienie po spędzeniu w nim 6 lat. 

## Twórczość muzyczna
Znaczna część muzyki Marshalla zawiera odniesienia do bloku, w którym dorastał. Rowdy zauważył, że on i inni członkowie GS9 rozmawiają o przyjaciołach z sąsiedztwa, „aby zachować ich nazwiska przy życiu”.

## Dyskografia

### Albumy studyjne
| Tytuł           | Informacje                                                                      |
| --------------- | ------------------------------------------------------------------------------- |
| Rebel vs. Rowdy | - Wydany: 15 lipca 2022 - Wytwórnia: Epic - Format: Digital download, streaming |

### Mixtape'y
| Tytuł                   | Informacje                                                                       |
| ----------------------- | -------------------------------------------------------------------------------- |
| Shmoney Shmurda (z GS9) | - Wydany: 8 lipca 2014 - Wytwórnia: GS9 - Format: Digital download, streaming    |
| Remain Silent           | - Wydany: 7 sierpnia 2015 - Wytwórnia: GS9 - Format: Digital download, streaming |
| Shmoney Keeps Calling   | - Wydany: 1 stycznia 2016 - Wytwórnia: GS9 - Format: Digital download, streaming |